# 列奧尼夫卡 (謝苗諾夫卡區)
52°15′25″N 32°50′39″E / 52.25694°N 32.84417°E
列奧尼夫卡（烏克蘭語：Леонівка），是烏克蘭北部的村莊，隸屬切爾尼希夫州的諾夫霍羅德-錫韋爾斯基區。該村面積0.9平方公里，海拔高度154米，2001年人口299，人口密度每平方公里332.2人。